# احتلال إزمير
احتلال إزمير بقرار من مؤتمر السلام الدولي المنعقد في باريس بعد الحرب العالمية الأولى بدأ احتلال مدينة ازمير في 15 مارس 1919 من قبل مملكة اليونان وتم انهاء الاحتلال مع دخول الجيش التركي إلى المدينة في 9 سبتمبر 1922.
تم الاحتلال باذن من دول الحلفاء ووضع المفوض الاعلى اليوناني اريستيديس ستارجيداس في مركز القيادة. من اسباب الاحتلال هو عدم حدوث اى مصادمات عسكرية من اى نوع بين مملكة اليونان والامبراطورية العثمانية في الحرب العالمية الأولى, وحدث جدل كبير بين دول الحلفاء حول هذا الموضوع. كان هدف دول الحلفاء الاساسي من اعطاء الاذن لممكلة اليونان باحنلال ازمير هو موازنة مكاسب الايطاليون في الأراضي التابعة للاناضول. تم احتلال ازمير من قبل اليونانيون وبذلك لم تتطبق اتفاقية سانت جان دي مورين المنعقدة بين فرنسا وبريطانيا وايطاليا في 26 أبريل 1917 والتي تعهدت باعطاء منطقة ازمير إلى الايطاليون. ايضاً تم احتلال مساحات واسعة وراء ازمير حتى بالقهفه، سلجوق, شبة جزيرة ششما، والشريط الساحلى الواقع بين مدينتي ازمير وأيفاليك. من بعد شهر أبريل سنة 1920 قام الجيش اليوناني منحركاً من ازمير بالسيطرة على جزء كبير من غرب الاناضول حتى مدينة افيون، كوتاهية، إسكي شهر، وبورصة.

## قرار الاحتلال
ظهرت فكرة احتلال ازمير من قبل رئيس وزراء بريطانية لويد جورج، باقتراح من رئيس وزراء اليونان فينزيلوس في وسط فبراير 1919. في البداية وقف رئيس الولايات المتحدة الأمريكية ويلسون ضد الاقتراح بشكل قطعى. ولكن مع حداثة 25 مارس تصرف ببعض المرونة. في 7 مايو اتفقوا على فكرة إرسال اليونان إلى ازمير برعاية فرنسا، الولايات المتحدة، إنجلترا. طبق القرار في 15 مايو.

## موقف الاحتلال
الاحتلال اليوناني تم عرضه على انه تدبير وقائي لمدة كى يتم التوقيع على معاهدة السلام التركية. بالنسبة إلى هدنة مودروس الموقعة في اواخر الحرب العالمية الأولى، والتي تنص على اعطاء السلطة لدول الحلفاء لاحتلال اى مواقع إستراتيجية هامة أو اى موانئ تراها مهمة حتى احلال السلام. لم تحكم اليونان ازمير، بل تم ادارتها من قبل وإلى تركي تحت سيطرة العساكر اليوانيون. حين تم تطبيق معاهدة سيفر الموقعة في 10 أغسطس عام 1920 والتي بموجبها ستبقى ازمير وايفاليك مدة خمس سنوات تحت الحكم العثمانى باشراف الاحتلال اليونانى، وفي اخر هذه المدة سيتم تحديد إلى اى دولة ستنضم ازمير عن طريق إجراء انتخابات، تم تقييم احتلال اليونان من قبل الاتراك ومن قبل الرأى العام العالمي على انه اهانة كبيرة موجه للامه التركية وانها ستكون بداية النهاية للاستعمار اليوناني.

## الانتقادات الموجهة للاحتلال
انتقدت فكرة الاحتلال اليوناني لازمير بشدة من قبل الكثير من العسكريون والسياسيون في العالم الغربي. وطبقاً للتقرير الرسمي لممثلى الولايات المتحدة في مؤتمر السلام قيل: "عندما ينظر للامر من الناحية الاقتصادية فانه يعد انقلاب غير منصف محاولة فصل المدن الساحلية الموجودة في غرب اسيا عن جوف الاناضول وانها ستفصل الامبراطورية التركية عن المخارج الطبيعية التي تربطها مع البحر."

## اسباب الاحتلال
من أكبر اسباب الاحتلال كانت التقارير المزيفة المتعلقة بعدد الروم الارثوذكس الذي أصبح أكثر من عدد الاتراك وتقرير اعطاء تلك المنطقة لليونانيون. وان كان رئيس الولايات المتحدة ويلسون ضد القرار في البداية ولكنه اظهر بعض الليونة تجاه الموقف. وصل إلى ويلسن خبر انزال العساكر الايطاليون في البحر الابيض المتوسط بدون اذن. واشتبه في احتمال بدأ حملة ايطالية في داخل الاناضول وبناء على ذلك بدأ في النظر بايجاب إلى ادعاءات الحق اليوناني على ازمير. فرأى انها امكانية جيدة لكى يعاقب الايطاليون واثرت حكايات الظلم الواقع على الروم في اعطاءه قرار الموافقة على التدخل اليوناني بالاحتلال.